# Milano-Nizza Express
De Milano-Nizza Express was de eerste Pullmantrein die door de Compagnie Internationale des Wagons-Lits werd ingezet.

## CIWL
De Milano-Nizza Express werd op 15 december 1925 geïntroduceerd op de verbinding tussen Milaan en de Italiaanse en Franse Riviera. De trein reed alleen 's winters. Als gevolg van de economische crisis is de treindienst op 30 april 1935 gestaakt. Na de Tweede Wereldoorlog heeft het tot 1957 geduurd tot er weer een luxetrein, de TEE Ligure, tussen Milaan en de Riviera in de dienstregeling werd opgenomen.

### Route en Dienstregeling
| MC    | land      | station               | km  | CM    |
| ----- | --------- | --------------------- | --- | ----- |
| 09:10 | Italië    | Milano                | 0   | 20:15 |
| 11:55 | Italië    | Genua                 | 151 | 17:16 |
| 12:12 | Italië    | Pegli                 |     | 17:02 |
| 12:40 | Italië    | Varazze               | 183 | 16:34 |
| 13:02 | Italië    | Savona                | 194 | 16:12 |
| 14:09 | Italië    | Alassio               |     | 15:02 |
| 14:40 | Italië    | Imperia               | 263 | 14:27 |
| 15:11 | Italië    | San Remo              | 286 | 13:46 |
| 15:22 | Italië    | Ospedaletti           |     | 13:38 |
| 15:33 | Italië    | Bordighera            |     | 13:25 |
| 15:40 | Italië    | Ventimiglia           | 302 | 13:15 |
| 14:50 | Frankrijk | Ventimiglia           | 302 | 12:00 |
| 15:02 | Frankrijk | Menton Garavan        |     | 11:47 |
| 15:07 | Frankrijk | Menton                |     | 11:37 |
| 15:14 | Frankrijk | Cap Martin Roquebrune |     | 11:30 |
| 15:22 | Monaco    | Monte Carlo           | 320 | 11:19 |
| 15:27 | Monaco    | Monaco                | 321 | 11:13 |
| 15:33 | Frankrijk | Cap d'Ail La Turbie   |     | 11:08 |
| 15:42 | Frankrijk | Beaulieu sur Mer      |     | 10:57 |
| 15:52 | Frankrijk | Nice                  | 337 | 10:25 |
| 16:35 | Frankrijk | Antibes               | 357 | 09:58 |
| 16:50 | Frankrijk | Cannes                | 368 | 09:45 |

In Italië gold destijds Midden-Europese Tijd, in Frankrijk West-Europese Tijd. De grenscontrole in Ventimiglia nam ongeveer tien minuten in beslag.